# Pic Almanzor
Pour les articles homonymes, voir Almanzor (homonymie).
Le pic Almanzor (en espagnol Pico Almanzor ou Pico del Moro Almanzor) est un sommet montagneux situé dans la province d'Ávila, en Espagne, plus précisément dans la commune de Candeleda. Avec 2 591 mètres d'altitude, c'est le point le plus haut de la sierra de Gredos et du Système central espagnol.
Son nom vient du surnom du chef militaire et religieux Al-Mansûr (v. 937-1002), qui signifie « le victorieux » en arabe et devenu Almanzor en espagnol.
Sa première ascension a eu lieu en septembre 1899, et fut réalisée par M. González de Amezúa et José Ibrián Espada ; la première ascension hivernale fut réalisée en 1903 par Ontañon y Abricarro.
Le pic Almanzor est le point culminant du bassin du Duero (Douro au Portugal), plus grand bassin de la péninsule Ibérique, ainsi que du bassin du Tage (Tejo au Portugal), plus long fleuve de la péninsule Ibérique.